# Hrabstwo Armstrong (Pensylwania)

Piramida wieku hrabstwa

Hrabstwo Armstrong (ang. Armstrong County) – hrabstwo w stanie Pensylwania w USA. Zajmuje powierzchnię lądową 1691 km². Według szacunków US Census Bureau w roku 2005 liczyło 70 586 mieszkańców. Siedzibą hrabstwa jest miasto Kittanning.